# Lucius B. Darling

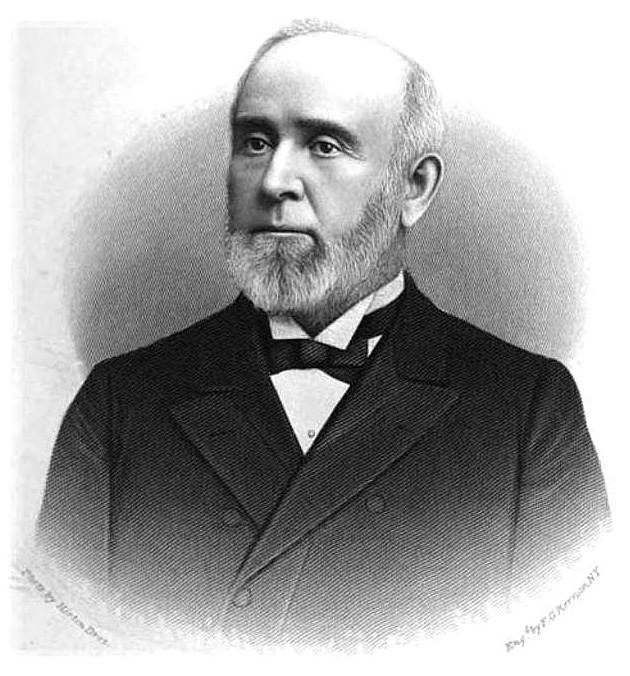
Lucius Darling

Lucius Bowles Darling (* 3. Oktober 1827 in Bellingham, Norfolk County, Massachusetts; † 3. Januar 1896 in Pawtucket, Rhode Island) war ein US-amerikanischer Politiker. Zwischen 1885 und 1887 war er Vizegouverneur des Bundesstaates Rhode Island.

## Werdegang
Lucius Darling besuchte die öffentlichen Schulen seiner Heimat. Bis zu seinem 21. Lebensjahr half er bei der Arbeit auf der Farm seiner Eltern. Dann ging er nach Rhode Island, wo er ein Schlachthaus eröffnete. Dieses Unternehmen wuchs schnell und wurde ein voller wirtschaftlicher Erfolg. Dabei wurden Schlachtabfälle zu Düngemittel verarbeitet. Mit dem Verkauf dieses Düngers sicherte er sich ein ebenso erfolgreiches zweites geschäftliches Standbein. Sein Dünger wurde in den gesamten Vereinigten Staaten und in Europa verkauft. Die Firma nannte sich L. B. Darling Fertilizer Co, deren Präsident Darling bis zu seinem Tod war. Später widmete er sich auch anderen geschäftlichen Bereichen. So war er im Bankgewerbe, in der Versicherungsbranche, bei der Straßenbahn von Pawtucket Vorstandsmitglied oder einer der Direktoren. Er war auch Präsident der Pacific National Bank und der Pawtucket Gas Company.
Politisch schloss sich Darling der Republikanischen Partei an. Er saß im Bildungsausschuss von Rhode Island. In seiner Heimat bekleidete er mehrere lokale Ämter. So war er von 1861 bis 1863 Mitglied des Stadtrats von North Providence. 15 Jahre lang war er Wasserbeauftragter der Stadt Pawtucket. Ab 1881 war er als Harbor Commissioner Hafenbeauftragter seines Staates. 1884 wurde Darling an der Seite von George P. Wetmore zum Vizegouverneur von Rhode Island gewählt. Dieses Amt bekleidete er zwischen 1885 und 1887. Dabei war er Stellvertreter des Gouverneurs und Vorsitzender des Staatssenats. Nach seiner Zeit als Vizegouverneur ist er politisch nicht mehr in Erscheinung getreten. Er unterstützte unter anderem Veteranenorganisationen des Bürgerkrieges. Lucius Darling starb am 3. Januar 1896 in Pawtucket.